# Amy Farrington
Amy Farrington (* 20. September 1966 in Boston, Massachusetts) ist eine US-amerikanische Schauspielerin in Film, Theater und Fernsehen und Model. Bekannt wurde sie in den Rollen als Detective Lt. Piper Lynch in der Serie S.W.A.T., als Mallory in GLOW und als Molly Ashcroft in Faking It.

## Leben und Karriere
Amy Farrington wurde in Boston, Massachusetts, geboren, wuchs aber in Garland, einem Vorort von Dallas, Texas auf.
Nach dem Besuch eines Musiktheater-Konservatoriumsprogramms arbeitete sie in lokalen und regionalen Theatern, bevor sie nach Chicago zog. In Chicago trat sie in mehreren Theatern auf, darunter das Bailiwick Repertory Theatre, Son of Fire, 1993 The Court Theatre und das Steppenwolf Theatre.
Als Filmschauspielerin zog sie nach Los Angeles und erhielt die Hauptrolle in der Sitcom The Michael Richards Show. Danach trat sie in zahlreichen Sitcom-Fernsehserien auf, darunter Will & Grace, Just Shoot Me – Redaktion durchgeknipst, Malcolm mittendrin, Two and a Half Men, King of Queens, The New Adventures of Old Christine und Young Sheldon.
2019 erhielt Farrington die Hauptrolle des taktischen S.W.A.T. Beraters Detective Lt. Piper Lynch in der Serie S.W.A.T..

## Filmografie (Auswahl)
- 1997–1999: Allein gegen die Zukunft (Fernsehserie, 2 Folgen)
- 1998: Emergency Room – Die Notaufnahme (Fernsehserie, 1 Folge)
- 1998: Cupid (Fernsehserie, 1 Folge)
- 2000: The Michael Richards Show (Fernsehserie, 9 Folgen)
- 2000: Bored Silly
- 2001: Me & My Needs
- 2001: Soul Survivors
- 2001–2002: Malcolm mittendrin (Fernsehserie, 2 Folgen)
- 2002: Julie Lydecker
- 2002: Providence (Fernsehserie, 1 Folge)
- 2002: Becker (Fernsehserie, 1 Folge)
- 2002: Drew Carey Show (Fernsehserie, 1 Folge)
- 2002–2003: Just Shoot Me – Redaktion durchgeknipst (Fernsehserie, 2 Folgen)
- 2003: Happy Family (Fernsehserie, 2 Folgen)
- 2003: Good Morning, Miami (Fernsehserie, 1 Folge)
- 2004: Will & Grace (Fernsehserie, 1 Folge)
- 2004: King of Queens (Fernsehserie, 1 Folge)
- 2004: Two and a Half Men (Fernsehserie, 1 Folge)
- 2004: Still Standing (Fernsehserie, 1 Folge)
- 2004: Center of the Universe (Fernsehserie, 1 Folge)
- 2005: East of Normal, West of Weird
- 2005: Yes, Dear (Fernsehserie, 1 Folge)
- 2005: Pamela Anderson in: Stacked (Fernsehserie, 1 Folge)
- 2005: Familienstreit de Luxe (Fernsehserie, 1 Folge)
- 2006: Twins (Fernsehserie, 1 Folge)
- 2006–2008: The New Adventures of Old Christine (Fernsehserie, 4 Folgen)
- 2007: Cavemen (Fernsehserie, 1 Folge)
- 2007: Saving Grace (Fernsehserie, 1 Folge)
- 2008: Back to You (Fernsehserie, 2 Folgen)
- 2008: Bones – Die Knochenjägerin (Fernsehserie, 1 Folge)
- 2009: KikeriPete
- 2009: Ill-Advised: Presidential Health and Public Trust
- 2009: The Middle (Fernsehserie, 1 Folge)
- 2009: Nip/Tuck – Schönheit hat ihren Preis (Fernsehserie, 1 Folge)
- 2009–2011: Hung – Um Längen besser (Fernsehserie, 4 Folgen)
- 2010: Grey’s Anatomy (Fernsehserie, 1 Folge)
- 2011: Private Practice (Fernsehserie, 1 Folge)
- 2011: The Mentalist (Fernsehserie, 1 Folge)
- 2011: Harry’s Law (Fernsehserie, 1 Folge)
- 2011: The Protector (Fernsehserie, 2 Folgen)
- 2012: The Neighbors (Fernsehserie, 1 Folge)
- 2012: American Horror Story: Asylum (Fernsehserie, 1 Folge)
- 2012–2013: Jessie
- 2013: Marvin Marvin (Fernsehserie, 1 Folge)
- 2013: Crash & Bernstein (Fernsehserie, 1 Folge)
- 2013: Scandal (Fernsehserie, 1 Folge)
- 2013: The Millers (Fernsehserie, 1 Folge)
- 2013: Ending Up (Kurzfilm)
- 2014: The McCarthys (Fernsehserie, 1 Folge)
- 2014: Halfpipe Feeling[7]
- 2014: The Beating (Kurzfilm)
- 2014–2016: Faking It (Fernsehserie, 13 Folgen)
- 2015: The Quest – Die Serie (Fernsehserie, 1 Folge)
- 2016: 2 Broke Girls (Fernsehserie, 1 Folge)
- 2016: Mike & Molly (Fernsehserie, 1 Folge)
- 2016: Vice Principals (Fernsehserie, 1 Folge)
- 2017: Mom (Fernsehserie, 1 Folge)
- 2017: Navy CIS: L.A. (Fernsehserie, 1 Folge)
- 2017: Man with a Plan (Fernsehserie, 1 Folge)
- 2017: GLOW (Fernsehserie, 2 Folgen)
- 2017: The Mick (Fernsehserie, 1 Folge)
- 2018: Beyond (Fernsehserie, 5 Folgen)
- 2018: Young Sheldon (Fernsehserie, 1 Folge)
- 2018–2021: S.W.A.T. (Fernsehserie, 12 Folgen)[3]
- 2019: American Princess (Fernsehserie, 1 Folge)
- 2023: 9-1-1: Lone Star (Fernsehserie, 1 Folge)
- 2023: Upload (Fernsehserie, 2 Folgen)
- 2024: Bob Hearts Abishola (Fernsehserie, 1 Folge)